# 京都市立藝術大學
34°58′28″N 135°39′50″E / 34.97444°N 135.66389°E
京都市立藝術大學又稱“京都藝大”（きょうとげいだい），“京藝”（きょうげい）是日本國公立藝術類大學，設有美術與音樂學科。於1880年創建。是日本歷史最悠久的藝術學院。新設校區本部位于京都府京都市下京区的崇仁地區，臨近京都站商業圈。

## 外部連結
- 京都市立藝術大学 （页面存档备份，存于）

1. ↑  . 日本國特許廳J-platpat.   [2021-07-28] （日语）.
2. ↑  . 日本國特許廳J-platpat.   [2024-01-18] （日语）.